# Odo von Cheriton
Odo von Cheriton (* ca. 1185 in Kent; † 1246/47) war ein Theologe, Prediger und Fabeldichter.

## Leben
Odo studierte in Paris Theologie und schloss sein Studium als Magister ab. Reisen führten ihn auch durch Frankreich und nach Spanien. Er unterhielt Kontakt zur Abtei von Bomport bei Louviers in der Normandie. Er selbst gehörte dem Orden allerdings nicht an.
Nach seinem Studium kehrte er nach England zurück. In zeitgenössischen Akten aus Kent und London wird er als „Master Odo of Cheriton, Lord of the Manor of Delce“ erwähnt, das er 1233 erbte. Von der englischen Krone wird er als Kollator der Kirche von Cheriton, einem Stadtteil des heutigen Folkestone, geführt und besteuert.

## Werk
In seinen Predigten band er Beispiele und Fabeln ein. Sein Werk „Parabolæ“, benannt nach dem Beginn des Prologes (Aperiam in parabolis os meum), enthielt zahlreiche solcher Fabeln und Anekdoten. Es richtete sich an Prediger, die diese Erzählungen in ihren Predigten zur Anschaulichkeit einflechten sollten. Schwerpunktmäßig behandelt das Werk die Moraltheologie und kritisiert unter diesem Aspekt Klerus und Laien. Dabei geht Odo besonders mit den Prälaten und Mönchen ins Gericht, lobt aber gleichzeitig die aufkommenden Bettelorden.
Die „Parabolæ“ wurden ins Französische, Wallisische (Chewdlau Odo) und Spanische übersetzt. Bis in die Reformationszeit wurde das Werk publiziert und entsprechend nachgefragt.
Weitere größere Werke sind der Tractatus de Penitentia, Tractatus de Passione und die Sermones de Sanctis.